# Masacre de Zamfara de enero de 2022
La masacre de Zamfara de enero de 2022 corresponde a una serie de asesinatos ocurridos por bandidos en el estado de Zamfara, Nigeria. A la fecha se considera como el ataque terrorista más mortífero en la historia reciente de Nigeria. Los sucesos ocurrieron entre el 4 y 6 de enero, costando la vida de más de 200 personas.

## Trasfondo
El conflicto de bandidos nigerianos, en el cual miles de personas han sido asesinadas, comenzó en 2011 y está vinculado a los conflictos entre pastores y agricultores en Nigeria y la insurgencia del Boko Haram. Las pandillas de bandidos han realizado diferentes ataques en la zona noroccidental de Nigeria, incluyendo episodios de secuestros y masacres. Los ataques en el estado de Zamfara en 2021 incluyen al secuestro de Zamfara de alrededor de 279 alumnas en Jangebe y la masacre de Zurmi, momento en que 50 pobladores de dicha localidad fueron asesinados.
El 3 de enero de 2022, el gobierno nigeriano realizó un ataque aéreo que resultó en la muerte de un total de aproximadamente 100 bandidos, además de la destrucción de muchas de sus bases. Esto condujo a que los bandidos tomaran como represalia el asesinato de múltiples civiles en la zona de Zamfara. Unos días después el gobierno de Nigeria designó a los bandidos como terroristas.

## Masacre
Poco antes de los ataques, los bandidos dirigieron una redada contra un ganado compuesto de aproximadamente 3.000 vacas en una de las localidades de Zamfara. Esto desencadenó una confrontación con guardias locales, lo que provocó un tiroteo y una batalla entre las dos partes. Los guardias superados en número perdieron, siendo la mayoría asesinados. Posteriormente comenzó el asesinato de los aldeanos de las diferentes localidades.